# Culicoides ichesi
Culicoides ichesi är en tvåvingeart som beskrevs av Ronderos och Gustavo R. Spinelli 1995. Culicoides ichesi ingår i släktet Culicoides och familjen svidknott. Inga underarter finns listade i Catalogue of Life.